# Calboli (Predappio)

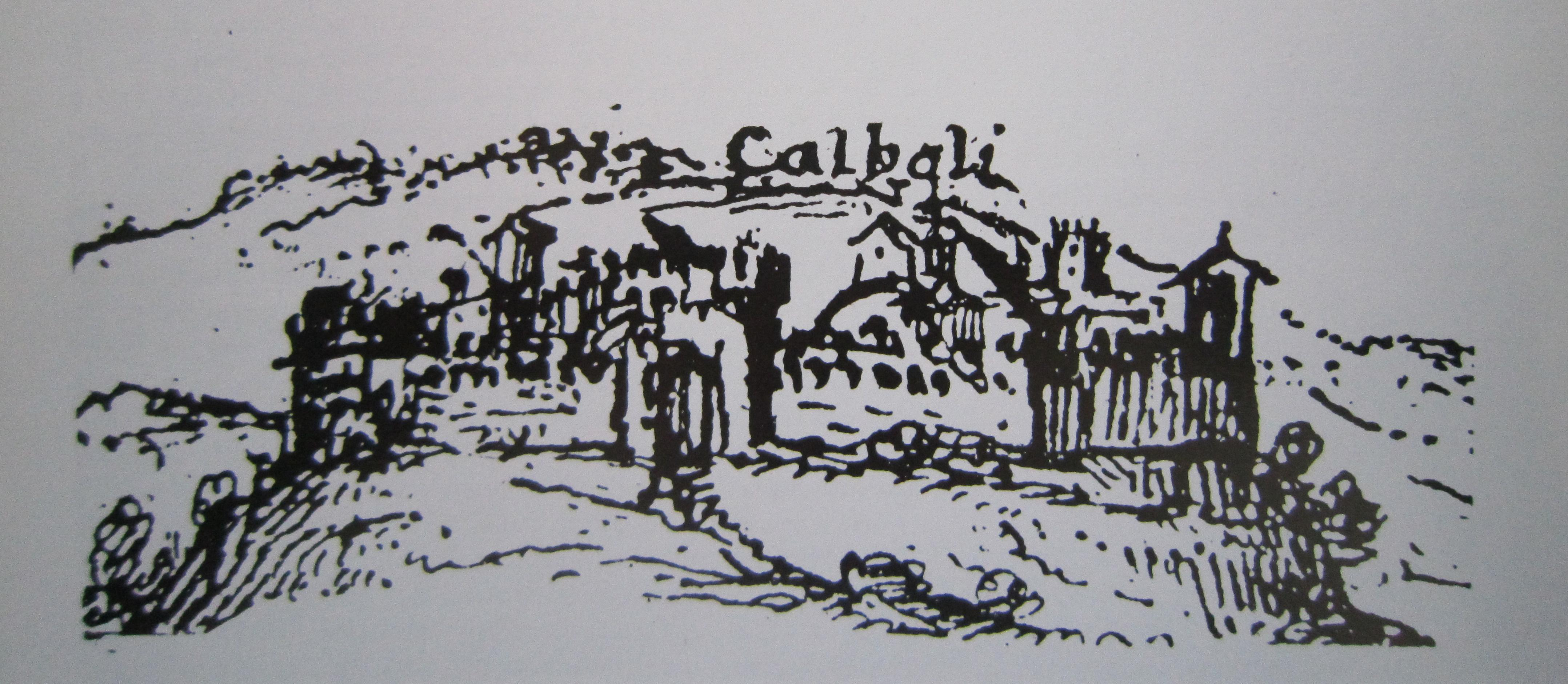
Calboli, come compariva nel Compendio degli annali della famiglia Paoluzzi Calboli di Romagna, manoscritto del 1635

Calboli è una piccola frazione del comune di Predappio, al confine con il territorio di Rocca San Casciano, sorge ad una altezza di 484 metri s.l.m.

## Storia
Se ne ha una prima attestazione nel 909 per via del suo castello, il castrum Calboli, appartenente alla famiglia Calboli. Il territorio rimase in loro possesso fino al 1278 anno durante il quale fu a loro confermato da Ottone III. Nello stesso anno, come riportato dallo storico Cobelli, il giorno 6 aprile, i capitani del popolo ed il podestà di Forlì si recarono da Guido da Montefeltro per esprimere la volontà di assaltare il castello di Calboli.
I Calboli, venuti a sapere che Forlì stava preparando un assedio al castello, chiesero aiuto a Bologna. Sebbene fossero venuti in aiuto le truppe guelfe arrivate da Bologna e molti fuoriusciti forlivesi avessero partecipato alla difesa di Calboli, l'esercito ghibellino guidato da Guido da Montefeltro ebbe la meglio ed il 1º giugno 1278 distrusse il castello di Calboli.
L'assedio, durato quasi 2 mesi, portò alla distruzione del castello che venne però ricostruito e nuovamente, nel 1295, distrutto dai ghibellini guidati da Maghinardo Pagani e Galasso di Secchiani.
Rimasto in mano ghibellina, i guelfi romagnoli, guidati da Ostasio I da Polenta, lo assediarono nel 1338, ma invano. Fu Fulcherio Calboli a riuscire a rientrarne in possesso sicché, l'anno seguente, il ghibellino Francesco II Ordelaffi ne tentò inutilmente la riconquista.
Nel 1371, quando il castello era in mano a Francesco Calboli, i ghibellini romagnoli lo espugnarono e distrussero per sempre. Lo stesso Anglico de Grimoard, nel suo censimento Descriptio Romandiolae, lo descrive: Castrum Calboli est destructum.
Nel 1376 Sinibaldo Ordelaffi diventa signore di Forlì estromettendo i Calboli dalla vita politica della città. I Calboli, temendo che gli Ordelaffi potessero annettere tutti i feudi calboleschi, cedono tutti i loro territori alla Repubblica fiorentina, e tra questi il territorio di Calboli. Gli Ordelaffi, accortisi della manovra, riusciranno solo in parte ad impossessarsi dei feudi calbolesci prima che questi venissero incorporati da Firenze. Durante tale manovra, la maggior parte di Calboli finirà in toscana mentre una frazione del territorio rimarrà agli Ordellaffi, per passare in seguito in mano allo Stato della Chiesa.
Nel 1456 è da riportare il tentativo di munire Calboli di una bastia, tuttavia mai realizzata a causa del costo oneroso e delle mutate condizioni politiche.
Nel 1551, nella Libro della Descritione delli fochi et delle anime del dominio fiorentino del duca Cosimo de Medici, si riporta come a Calboli fossero presenti 51 fochi, corrispondenti ad una popolazione di 300 persone.
Nel 1532, nel 1573 e nel 1730 vengono qui raccolte le decime granducali.
Nel 1781 Calboli è un centro agricolo che, dopo essere passato di mano a diversi possidenti terrieri, è di proprietà dei marchesi Tartagni. Calboli conta solo poche decine di abitanti insediate in 8 case gravemente lesionate dai terremoti.
Con l'avvento di Napoleone Calboli passa al Regno di Etruria per ritornare, dopo la restaurazione, al Granducato di Toscana e di seguito al regno d'Italia, cadendo all'interno dei confini della Toscana. Solo nel 1923 Calboli passerà in Emilia-Romagna, sotto il mandato di Predappio.

## Luoghi d'interesse

### Il castello
Il castello sorgeva su un poggio che dominava le vallate circostanti. Dopo la sua distruzione fu edificate una chiesa che sorge in prossimità dei resti del castello. Il colle che sovrasta la chiesa è in realtà costituito dai resti affioranti del castello.

### La chiesa
La costruzione dell'edificio, dedicato a San Michele, risale ad un periodo compreso tra il XII ed il XIII secolo e viene documentato nelle Rationes Decimarum del 1290 come Ecclesia de Calbulo. Dell'antica chiesa sopravvivono oggi limitate testimonianze, infatti la struttura attuale risale a tempi recenti quando la chiesa antica venne demolita e ricostruita interamente dopo il terremoto del 1918 che lesionò gravemente l'edificio fondato nel medioevo.

## Galleria d'immagini

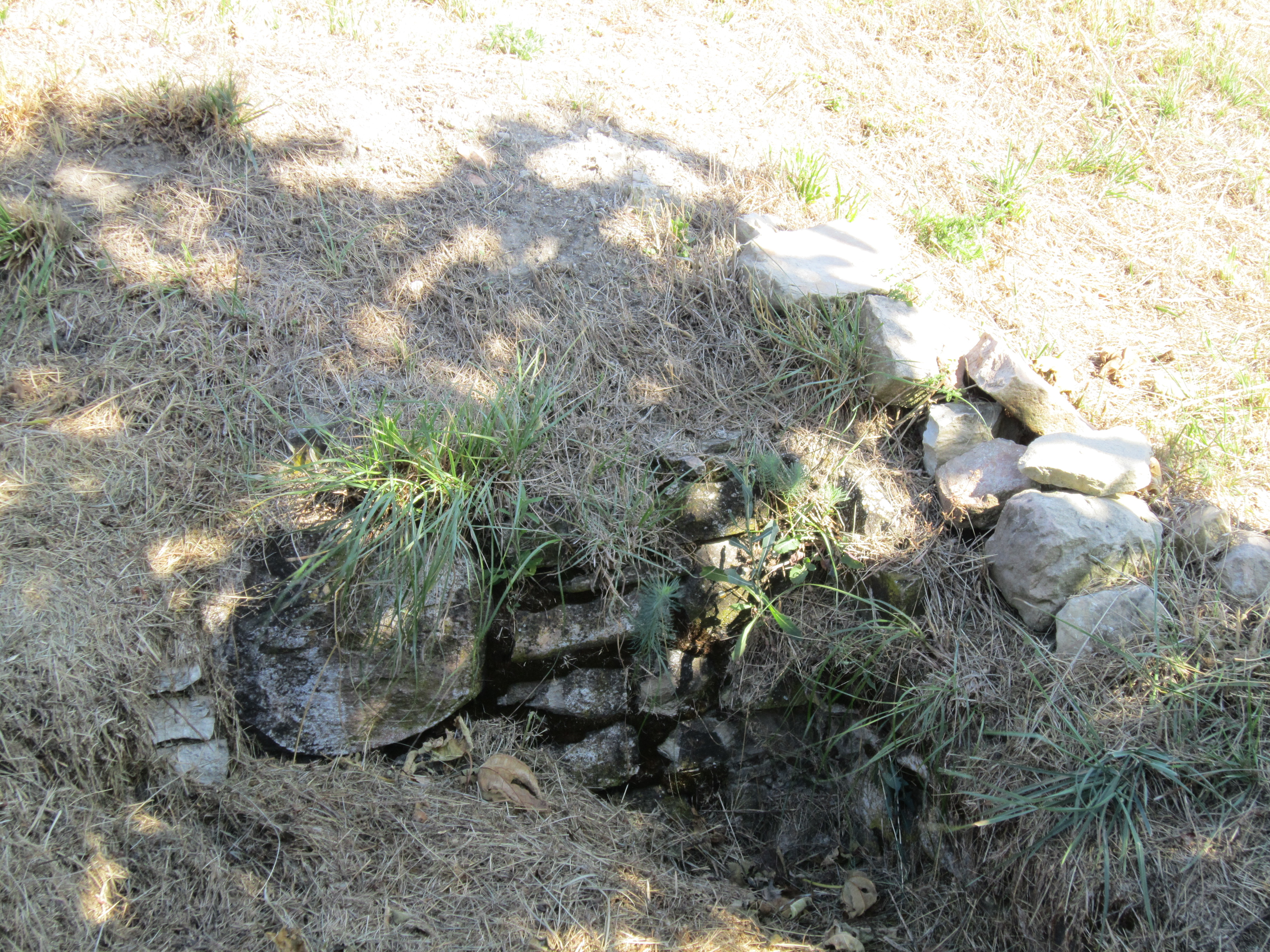
Alcune rocce del castello che affiorano dal terreno
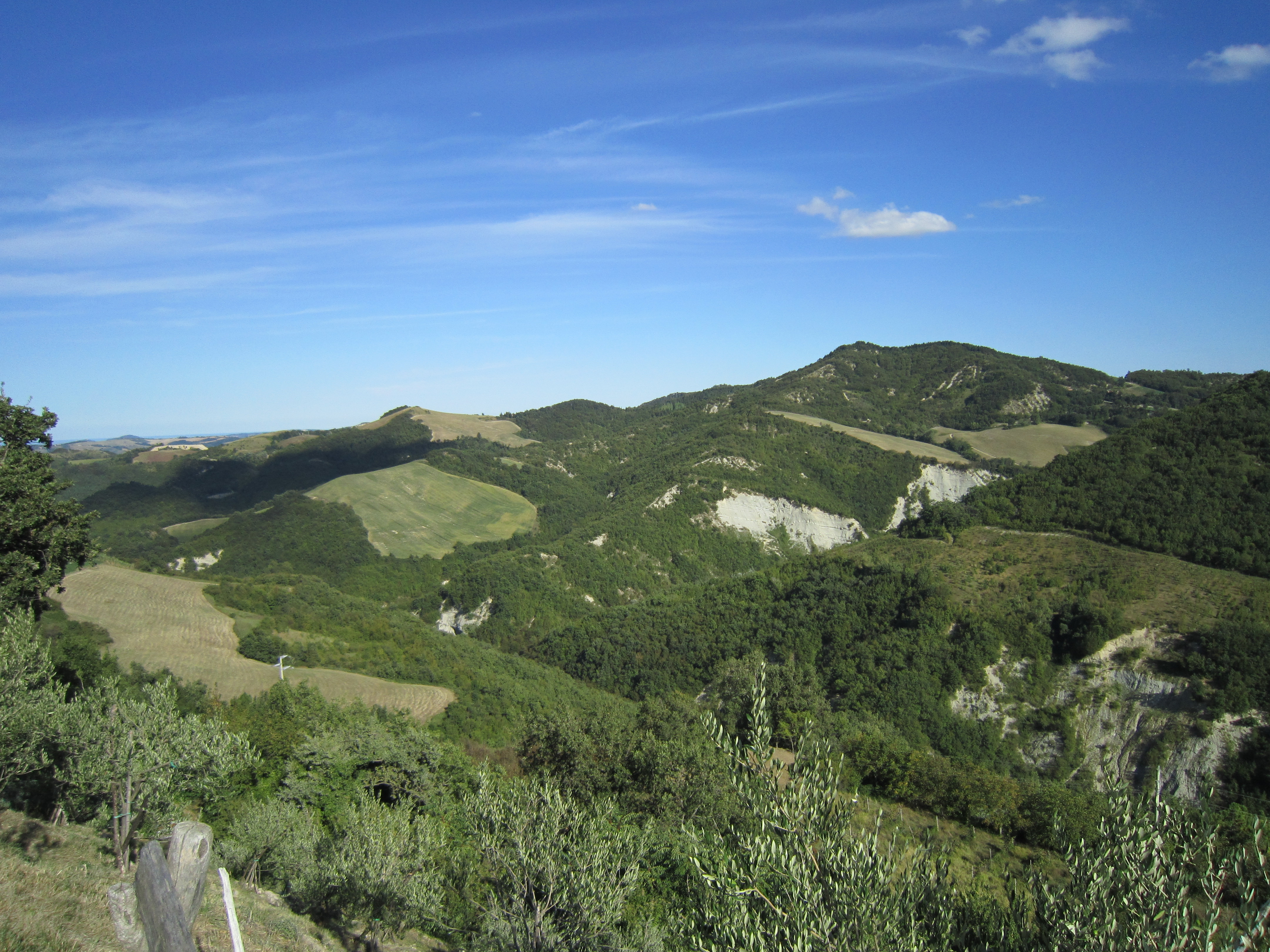
Panorama dall'alto
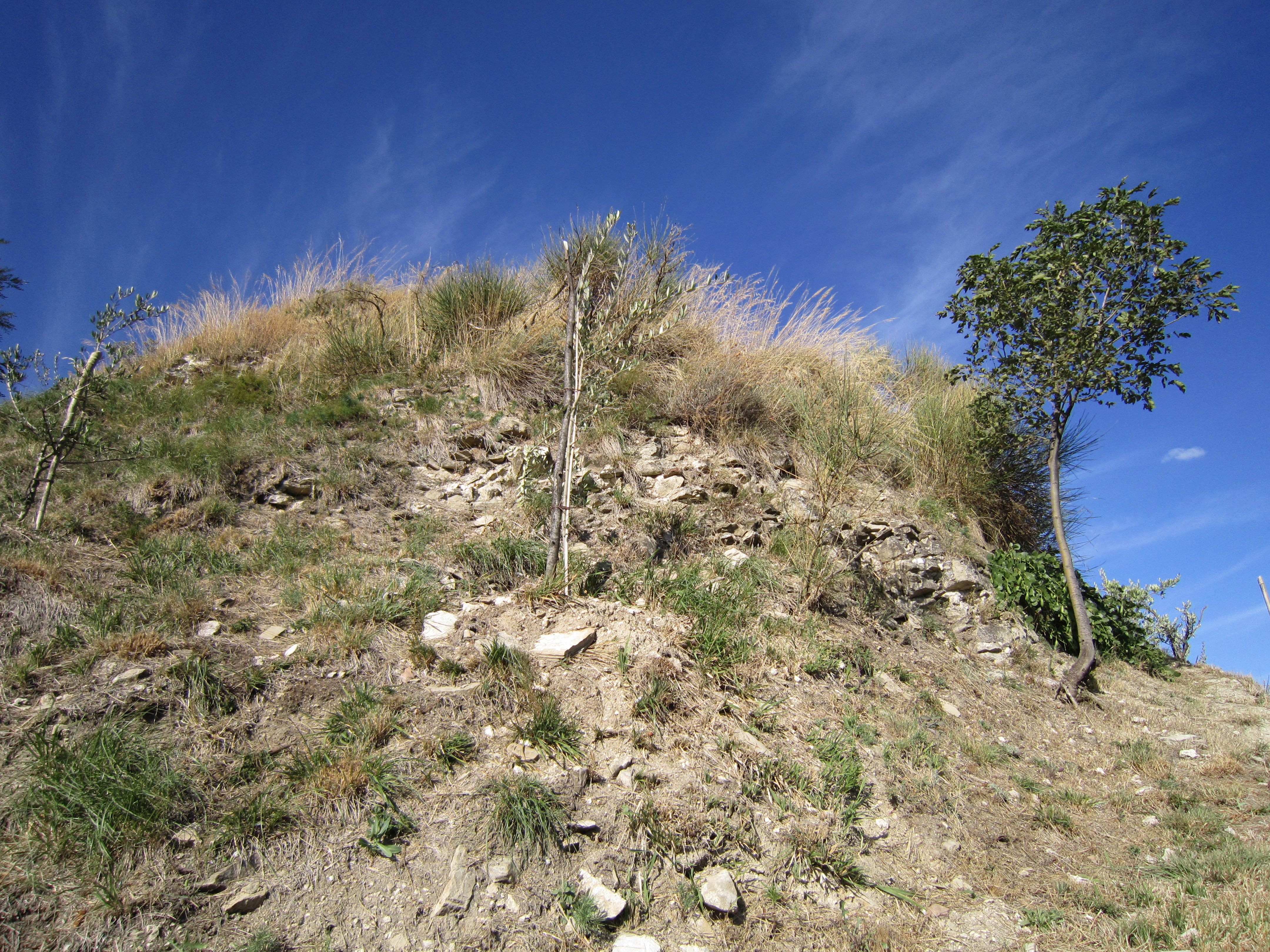
Resti del torrione
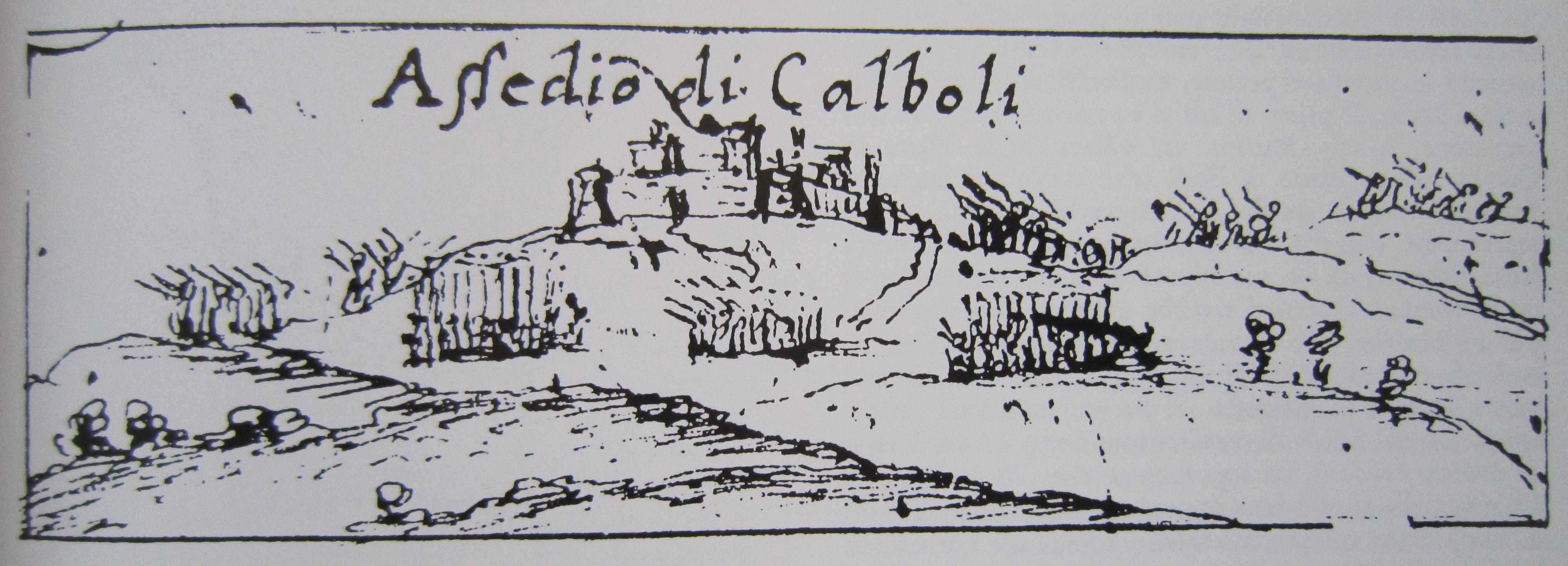
L'assedio di Calboli
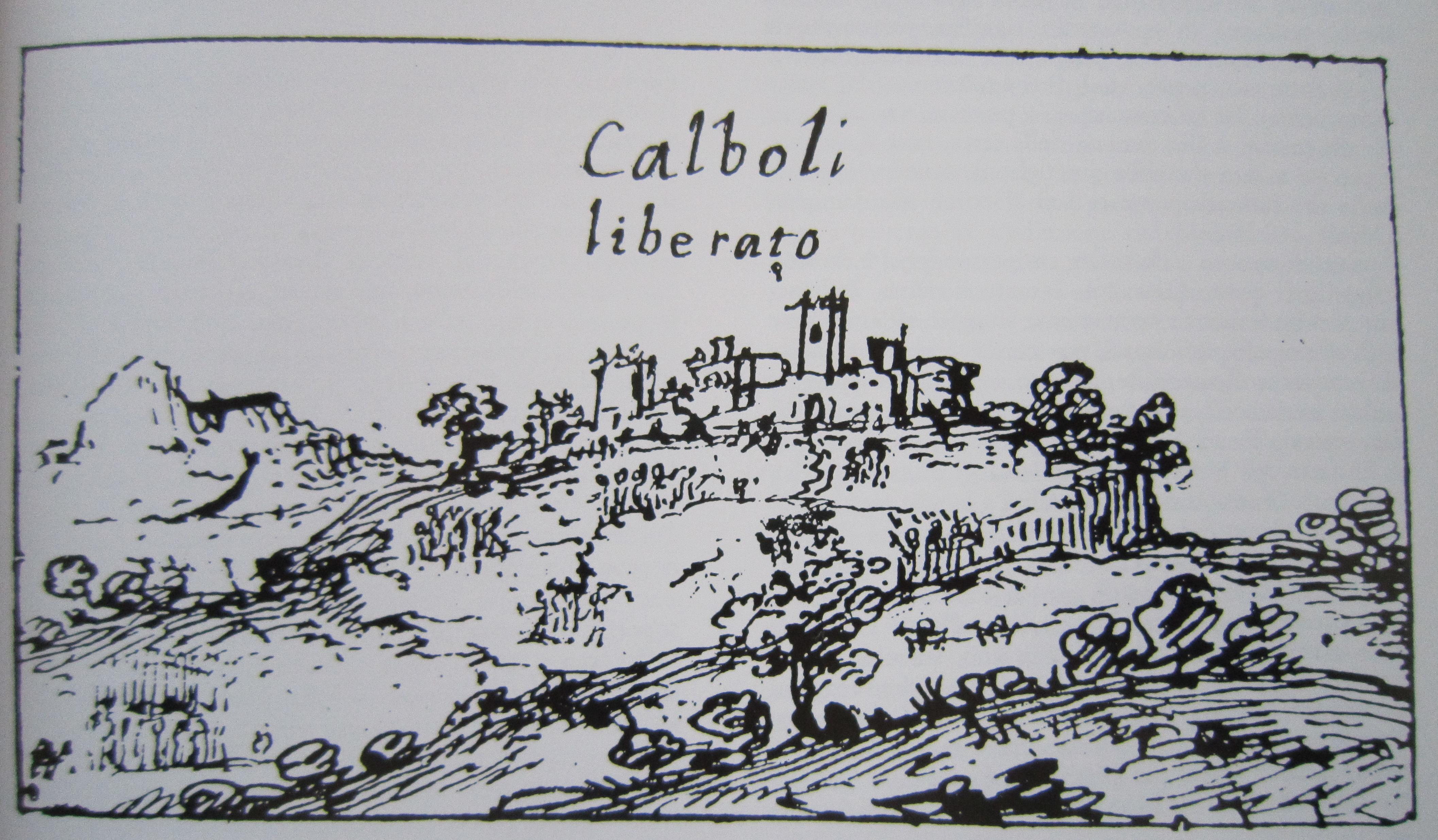
Calboli liberato